# منصة (هيكل)

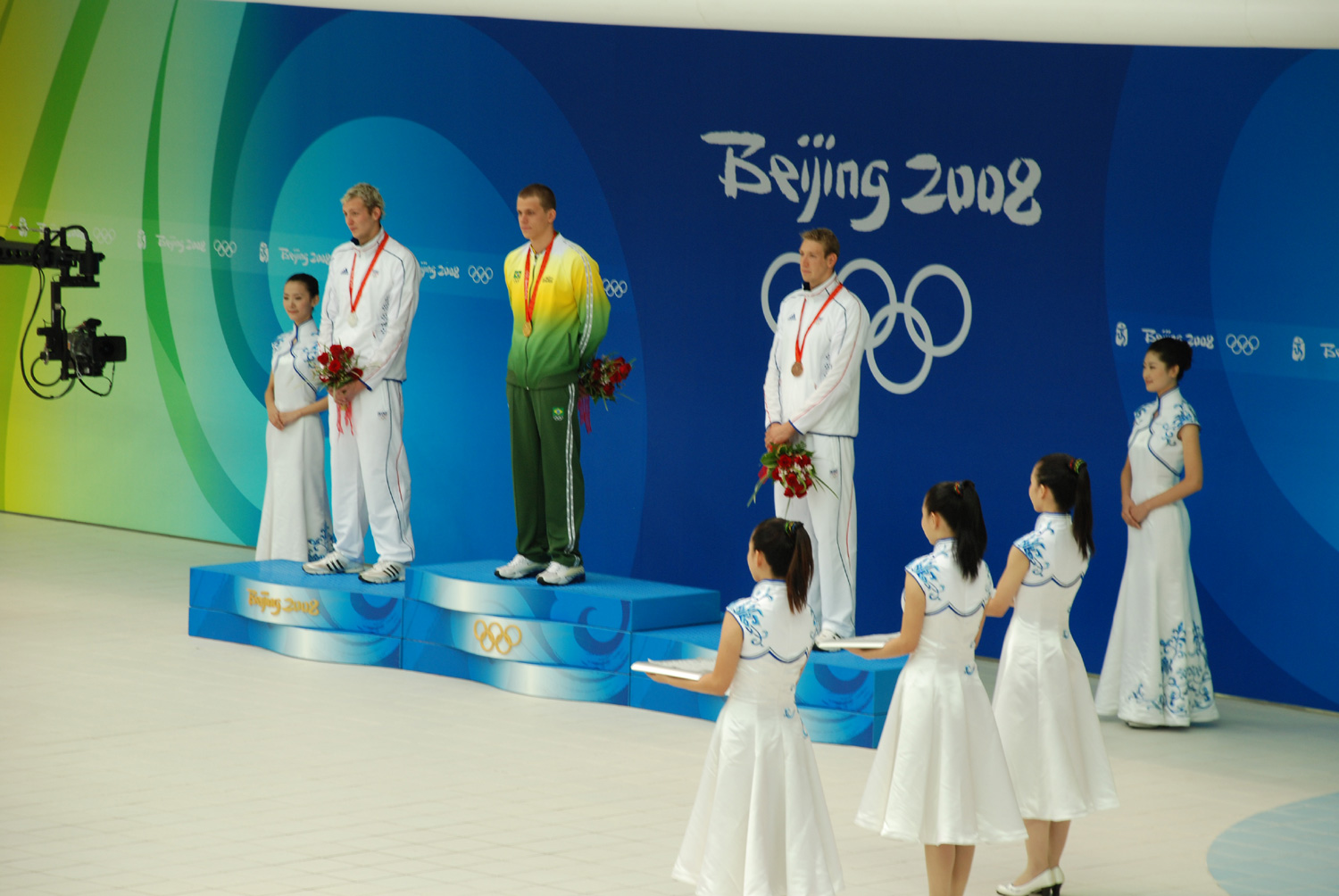
مجموعة من الرياضيين الفائزين على منصة التتويج في بكين عام 2008.

المِنَصَّة أو الدَّكَّة (بالإنجليزية: podium، نقحرة: بوديوم) هي منصة تُستخدم لرفع شيء ما لمسافة قصيرة عن الجمهور المحيط. ويمكن أيضًا أن يُستخدم لرفع الناس، على سبيل المثال، قائد فرقة موسيقية أمام فرقة أوركسترا يقف على المنصة، ويستخدمها الكثير من المتحدثين للعامة. أما في العمارة فيمكن أن يُبني مبنى على منصة كبيرة أيضًا.
اشتُقّت الكلمة الإنكليزية من الكلمة اليونانية (πόδι أي القدم).

## معرض صور

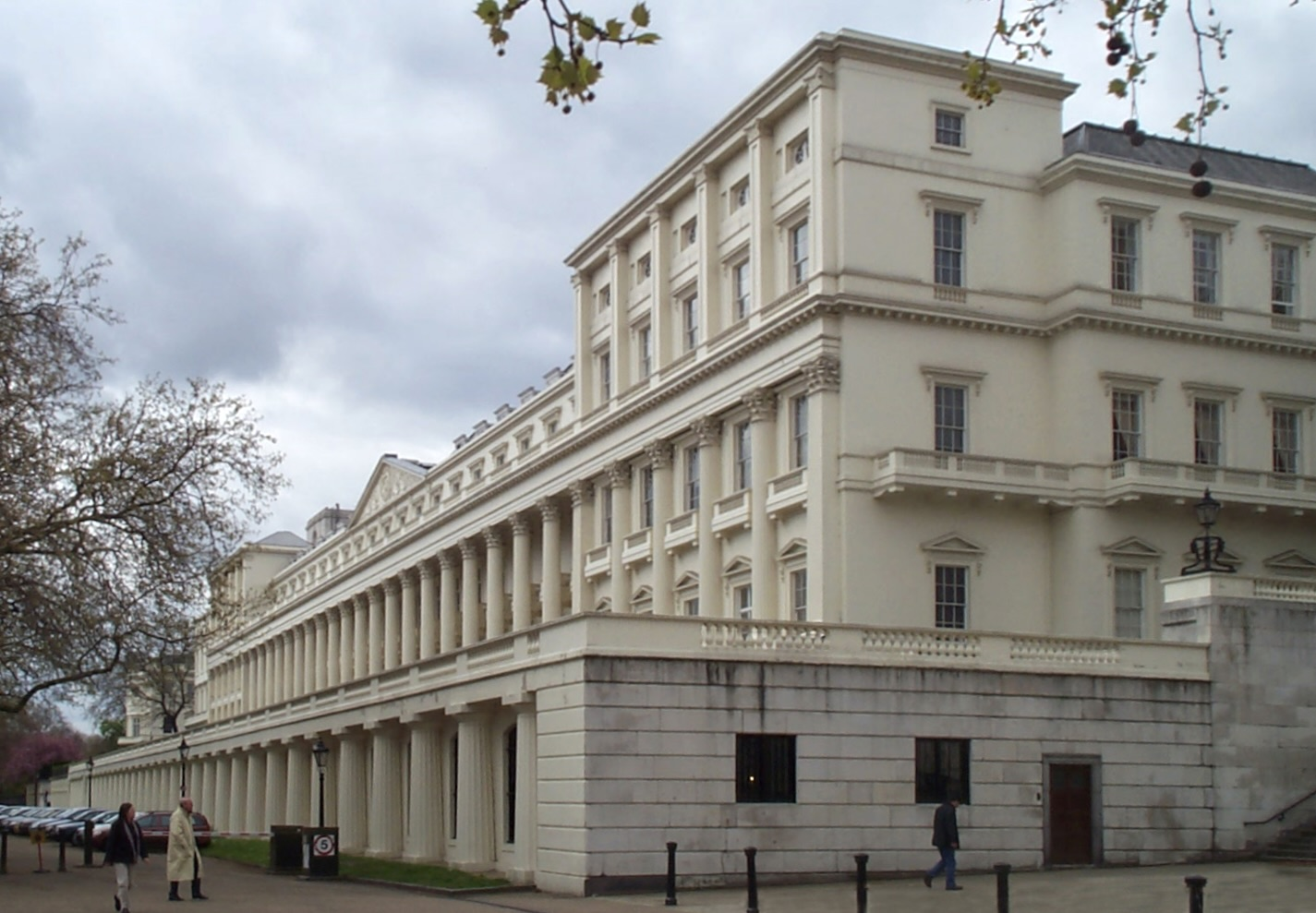
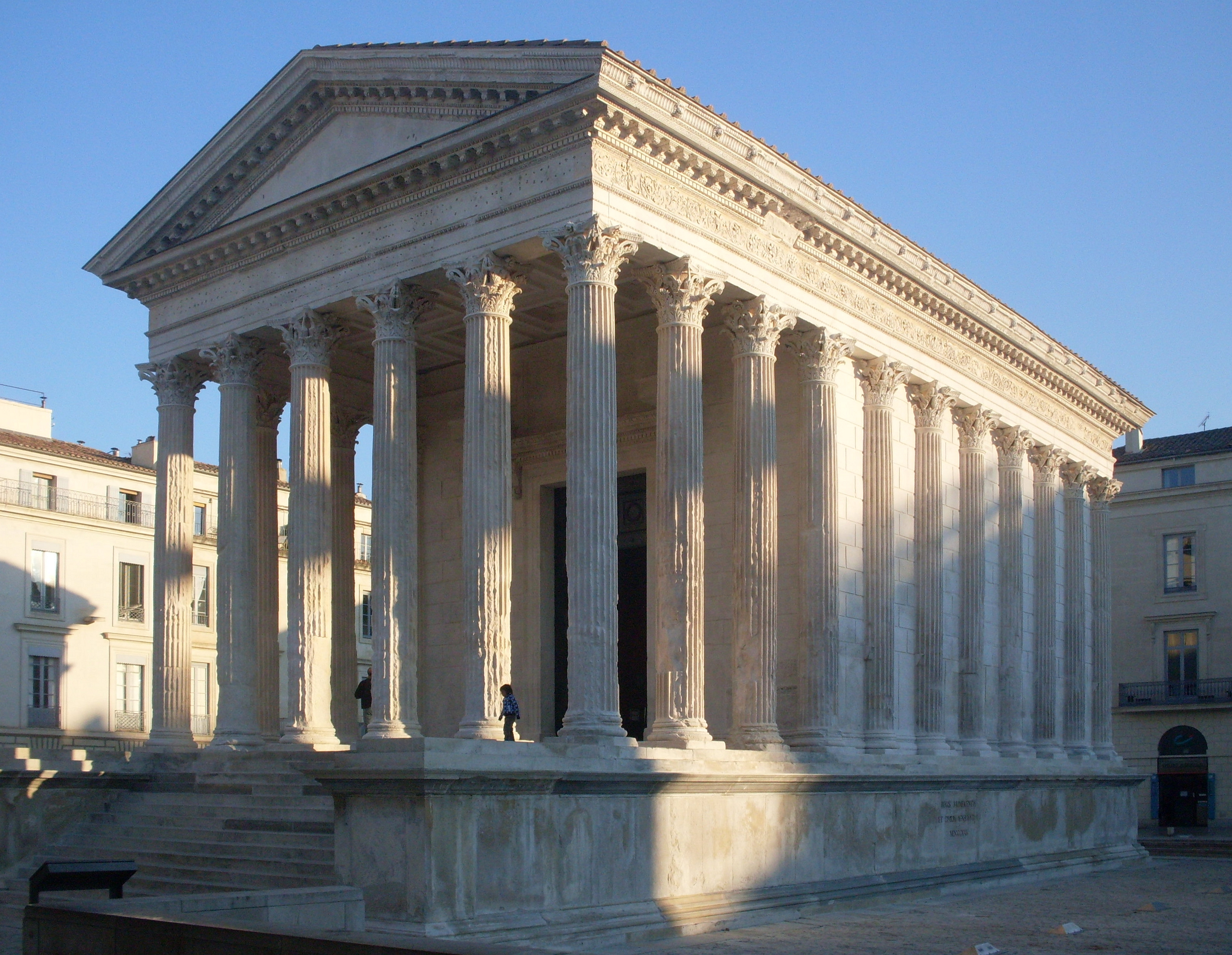
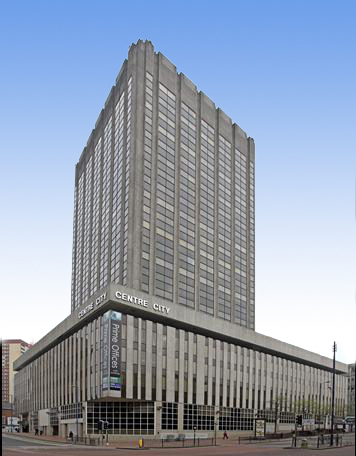